# Diacétate d'éthylidène
L'acétate d'éthylidène est un composé organique de formule (CH3CO2)2CHCH3. C'est un solide incolore qui fond à basse température, et ayant autrefois servi de précurseur de l'acétate de vinyle.
Sa synthèse implique la réaction de l'acétaldéhyde et de l'anhydride acétique en présence d'un catalyseur au chlorure ferrique, :
CH3CHO + (CH3CO)2O → (CH3CO2)2CHCH3.
Il peut être converti en acétate de vinyle monomère par chauffage, réaction qui élimine l'acide acétique :
(CH3CO2)2CHCH3 → CH3CO2CH=CH2 + CH3CO2H.